# Henry Puna

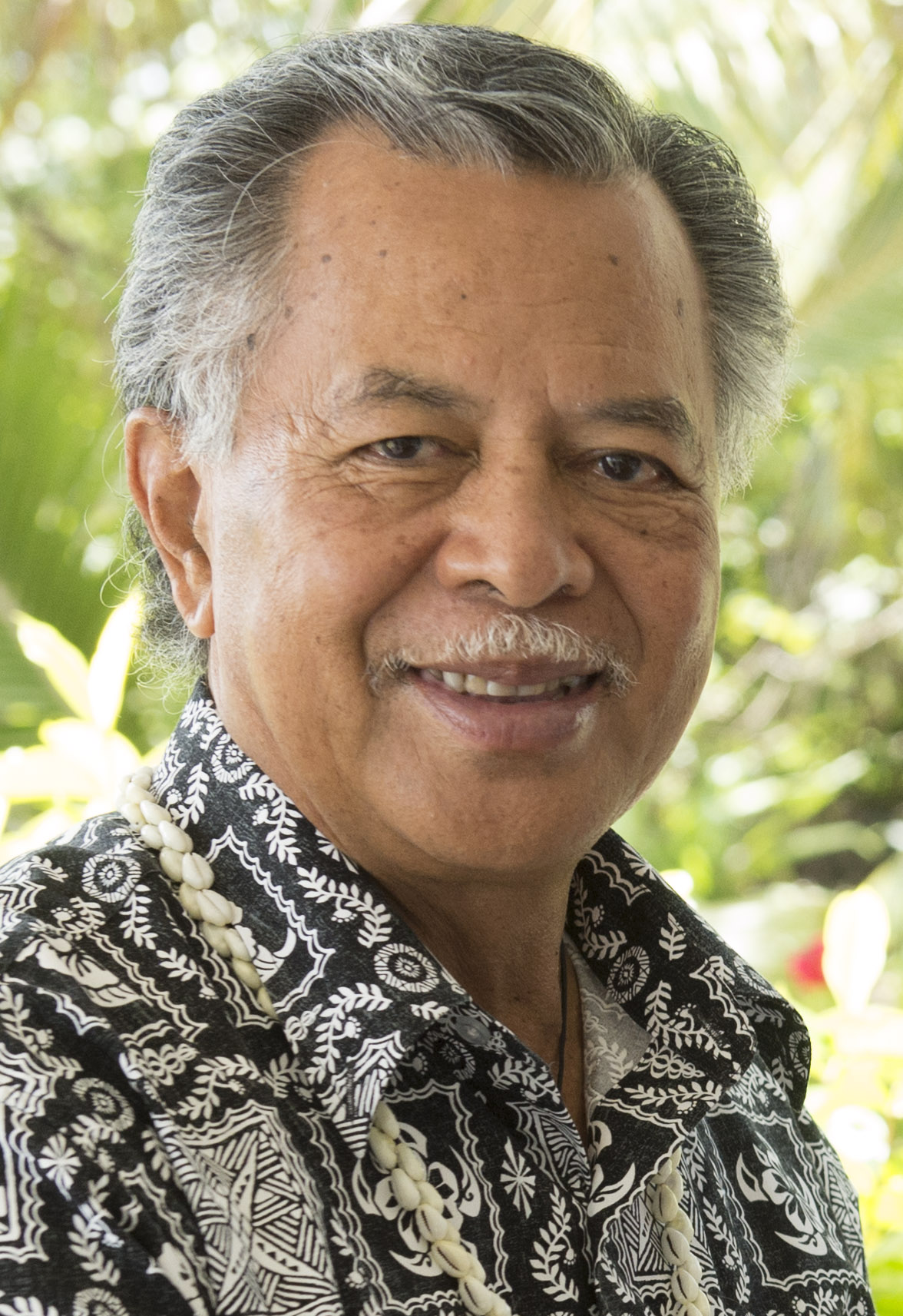
Henry Puna (2015)

Henry Tuakeu Puna (nacido el 29 de julio de 1949) es el primer ministro de las Islas Cook. Es líder del Partido de las Islas Cook y ha sido primer ministro desde noviembre del 2010.

## Primeros años
Fue criado en Aitutaki. Fue educado en Aitutaki y Rarotonga antes de estudiar leyes en la Universidad de Auckland en Nueva Zelanda y en la Universidad de Tasmania en Australia.  Trabajó como abogado antes de ingresar a la política.
Su padre, Tuakeu Manuela, era un miembro de la Asamblea Legislativa, y sus hermanos mayores, William Estall y Ngereteina Puna sirvieron ambos como Ministros de Gabinete, también su hermano Manuela Puna sirvió como Empleado del Parlamento de las Islas Cook.

## Carrera política
Puna, se postuló primero para el parlamento en las elecciones del 2004, disputando ante el primer ministro Robert Woonton, el escaño de Manihiki.  Estuvo al borde de perder el escaño en la noche de la elección, pero desafió el resultado en una petición de elección.  La petición fue confirmada, con varios votantes desclasificados, precipitando una elección parcial, que en última instancia ganó Puna.
En septiembre del 2006, tras la jubilación del dirigente del partido Geoffrey Henry, Puna fue elegido dirigente del Partido de las Islas Cook.  Posteriormente perdió su asiento en la circunscripción de Manihiki ante Apii Piho en las elecciones del 2006, pero continuó para servir como dirigente fuera del Parlamento. Debido a que no era un parlamentario, Puna no fue el líder de la oposición; esta posición estaba liderara por Tom Marsters. Puna trabajó como abogado y perlicultor durante su tiempo fuera de parlamento.
En septiembre del 2009, Puna fue unánimemente reelegido como dirigente del partido.

## Primer ministro
Puna fue elegido como MP para Manihiki durante las elecciones del 2010, en la que su partido ganó 16 de los 24 asientos.  El 30 de noviembre de 2010 fue jurado como Primer ministro de las Islas Cook.
Puna hizo su primera visita oficial a Nueva Zelanda como primer ministro en agosto del 2011.
Fue bajo el mando de Puna que las Islas Cook, en noviembre del 2011, fue miembro fundador del Grupo de Dirigentes de Polinesia, una agrupación regional destinada a cooperar en una variedad de asuntos que incluyen cultura e idioma, educación, respuestas al cambio climático, y comercio e inversión.